# Tamás Gröschl
Tamás Gröschl (ungarisch Gröschl Tamás; * 21. August 1980 in Budapest) ist ein ehemaliger ungarischer Eishockeyspieler, der sechsmal mit Alba Volán Székesfehérvár und zweimal mit Dunaújvárosi Acélbikák ungarischer Meister wurde.

## Karriere
Tamás Gröschl spielte bereits als 15-Jähriger für den Újpesti TE aus seiner Geburtsstadt Budapest in der ungarischen Eishockeyliga. Nachdem er die Spielzeit 1996/97 beim Ligarivalen Dunaújvárosi Acélbikák verbracht hatte, kehrte er zu Ùjpest zurück, wo er zwei weitere Jahre aktiv war. 1999 zogen ihn die Edmonton Oilers beim NHL Entry Draft 1999 in der 9. Runde als insgesamt 256. Spieler, verpflichteten ihn jedoch nicht. Stattdessen wechselte er nach Schweden, wo er für den Leksands IF in der J20 SuperElit, der höchsten Juniorenliga des Landes spielte, aber auch zweimal in der Herren-Mannschaft in der Elitserien eingesetzt wurde. Nach einem Jahr in Skandinavien wechselte er doch nach Nordamerika, wo er für die Augusta Lynx in der East Coast Hockey League spielte.
2001 kehrte Gröschl nach Ungarn zurück und spielte sieben Jahre für Alba Volán Székesfehérvár sowohl in der Interliga, als auch in der ungarischen Liga. In seiner letzten Spielzeit bei Alba Volán spielte er mit dem Klub in der Österreichischen Eishockey-Liga statt in der Interliga, Von 2003 bis 2008 wurde er mit dem Klub sechsmal Ungarischer Meister. Anschließend zog es ihn in die Slowakei, wo er für den HC Nové Zámky in der zweitklassigen 1. Liga spielte. Aber bereits nach acht Spielen kehrte er nach Ungarn zurück und schloss sich den Budapest Stars an, für die er sowohl in der multinationalen MOL Liga, die er mit dem Team 2010 gewinnen konnte, als auch in der ungarischen Liga auf dem Eis stand. Nachdem sich die Budapest Stars 2011 aus dem Spielbetrieb zurückzogen, wechselte er erneut zu Dunaújvárosi Acélbikák und gewann mit dem Klub aus Mitteltransdanubien 2013 und 2014 die ungarische Meisterschaft und 2013 auch die MOL Liga. Von 2015 bis 2017 ließ er seine Karriere bei seinem Stammverein Újpesti TE ausklingen.

### International
Für Ungarn nahm Gröschl im Juniorenbereich an den U18-B-Europameisterschaften 1995, 1996, 1997 und 1998 sowie der U20-B-Weltmeisterschaft 1999 und der U20-C-Weltmeisterschaft 2000 teil.
Im Seniorenbereich stand Fekete zunächst bei der B-Weltmeisterschaft 1999 und der C-Weltmeisterschaft 2000 im ungarischen Aufgebot. Nach der Umstellung auf das heutige Divisionensystem spielte er bei den Weltmeisterschaften der Division I 2001, 2003, 2004, 2006, 2007, 2008 und 2014. Außerdem nahm er an der Olympiaqualifikation für die Spiele in Turin 2006 teil.

## Erfolge und Auszeichnungen
- 2003 Ungarischer Meister mit Alba Volán Székesfehérvár
- 2004 Ungarischer Meister mit Alba Volán Székesfehérvár
- 2005 Ungarischer Meister mit Alba Volán Székesfehérvár
- 2006 Ungarischer Meister mit Alba Volán Székesfehérvár
- 2007 Ungarischer Meister mit Alba Volán Székesfehérvár
- 2008 Ungarischer Meister mit Alba Volán Székesfehérvár
- 2008 Aufstieg in die Top-Division bei der Weltmeisterschaft der Division I, Gruppe B
- 2010 Gewinn der MOL Liga mit den Budapest Stars
- 2013 Ungarischer Meister mit Dunaújvárosi Acélbikák
- 2013 Gewinn der MOL Liga mit Dunaújvárosi Acélbikák
- 2014 Ungarischer Meister mit Dunaújvárosi Acélbikák